# Nuclear Simphony
Nuclear Simphony war eine italienische Thrash-Metal-Band aus Favara, die im Jahr 1982 unter dem Namen Galax gegründet wurde und sich 1991 wieder auflöste.

## Geschichte
Die Band wurde im Jahr 1982 unter dem Namen Galax gegründet und bestand aus Sänger und Gitarrist Gino Pecoraro, Schlagzeuger John the Crash und Bassist Totem. Bis zum Jahr 1986 veröffentlichte die Band mit The First Battle, The Blood – Feud of the Dragon, The Dragon’s Death und Big Final die ersten vier Demos. Nach mehreren Besetzungswechseln folgte zudem im Jahr 1985 der erste Auftritt auf einem sizilianischen Popmusik-Festival. Im Jahr 1986 nannte sich die Band in Nuclear Simphony um. Im selben Jahr folgte mit One Day We’ll All Be the Same ein erstes Demo, wovon das Titellied auf dem Sampler Metalmaniac zu hören war. Im März desselben Jahres folgte mit The Reality… So Near… ein weiteres Demo, worauf Ciro als weiterer Gitarrist zu hören war. Im Jahr 1987 schloss sich mit Choir of the Desperation das nächste Demo an, wodurch die Band einen Vertrag bei Discomagic Records erreichte. Daraufhin begab sich die Band nach Deutschland, um ihr Debütalbum Lost In Wonderland aufzunehmen. Bei den Aufnahmen bestand die Band aus Gitarrist und Sänger Gino Pecoraro, Gitarrist und Bassist Ciro und Schlagzeuger Giovanni. Das Album erschien im Jahr 1990, wobei es in Deutschland über SPV erhältlich war. Nach der Veröffentlichung eines weiteren Demos im Jahr 1991, löste sich die Band im selben Jahr wieder auf.

## Stil
Die Band spielte in ihren Anfangstagen Rockmusik im Stil von Bands wie Yes oder Genesis, wandte sich dann jedoch dem Thrash Metal zu. Die Musik auf dem Album Lost in Wonderland fiel technisch anspruchsvoll und variabel aus. Vergleichbar ist das Album mit den frühen Werken von Metallica.

## Diskografie
als Galax
- The First Battle (Demo, 1982, Eigenveröffentlichung)
- The Blood – Feud of the Dragon (Demo, 1983, Eigenveröffentlichung)
- The Dragon’s Death (Demo, 1984, Eigenveröffentlichung)
- Big Final (Demo, 1985, Eigenveröffentlichung)

als Nuclear Simphony
- One Day We’ll All Be the Same (Demo, 1986, Eigenveröffentlichung)
- The Reality… So Near… (Demo, 1986, Eigenveröffentlichung)
- Choir of the Desperation (Demo, 1987, Eigenveröffentlichung)
- Lost in Wonderland (Album, 1989, Metal Master Records)
- Promo Tape (Demo, 1992, Eigenveröffentlichung)